# ルアプラ州
ルアプラ州（ルアプラしゅう、Luapula Province）は、ザンビア北部の州。
2016年の人口は115万6200人、面積は5万567km2、人口密度は22.9人/km2。州都はマンサ。ルアプラ川に因む。人口は全国の7.3%を占め、西部州に次いで4番目に少ない。面積は全国の6.7%を占め、カッパーベルト州に次いで3番目に小さい。

## 隣接州
- 北東：北部州
- 東：ムチンガ州
- 南東：中央州
- 南～北：上カタンガ州

## 人口
- 1964年：35万7000人
- 1969年：33万6000人[1]
- 1980年8月25日：42万966人
- 1990年8月20日：56万4493人
- 2000年10月20日：77万5353人
- 2010年10月16日：99万1927人
- 2016年7月1日：115万6200人[2]

## 地理

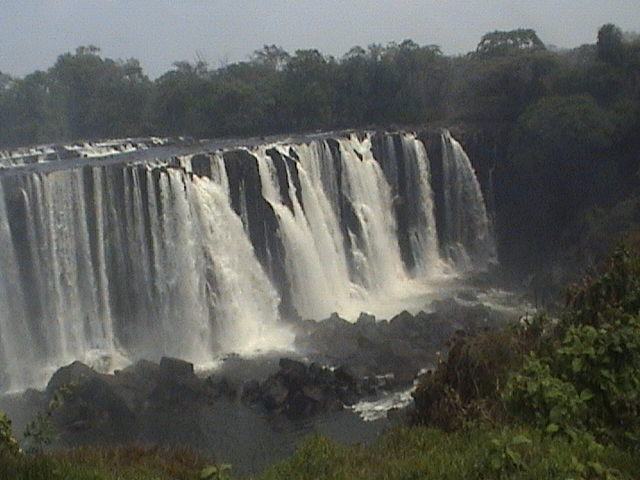
ルマンゲ滝

南東部にバングウェウル湖が、北西部にムウェル湖が有る。
ルマングウェ滝やムンブルマ滝、ムンボトゥタ滝、クンダブウィカ滝、チロンゴ滝が有名である。
ルセンガ平野国立公園とバングウェウル湿地生態系には多くの動物が暮らす。

## 民族・言語
元々はベンバ語(話者率：71.3%)を話すベンバ族が暮らしていた。

## 経済
漁業やサツマイモ栽培が主要産業である。
最貧州の1つであり、2010年の統計では、80.5%の住民が貧困層だった。
マンガンや石灰、銅、貴金属が採掘できる。

## 文化
ムトゥクンボ祭が有名である。

## 主要都市
全て2010年の人口である。
- マンサ：7万8153人
- ンチェレンゲ：3万6984人
- ムウェンセ：2万1137人
- サムヒャ（英語版）：1万9907人
- カワンブマ（英語版）：1万5953人
- カゼンベ（英語版）：1万5734人

## 歴史

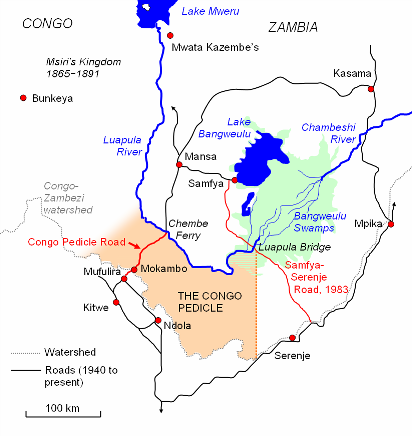
ルアプラ川とコンゴ・ザンベジ分水嶺によって形成されるコンゴ突起

19世紀、ムワタ・カゼンベのルンダ王国が谷を支配していた。
1884年～1885年のベルリン会議で、列強がアフリカに一方的に国境を引いた。
1894年、1885年のベルリン会議で一方的に引かれた国境によって、ザンビアとコンゴ民主共和国の間でルアプラ州境紛争が始まった。
1950年代、反アフリカ民族会議を掲げる革命集団が誕生した。
1964年のイギリスからの独立後、統一民族独立党(UNIP)の軍事基地が置かれた。
常にコンゴ民主共和国やカッパーベルト州からの移民が流入していた。
1960年代後半、ルアプラ州境紛争が終結した。
1980年代、ケネス・カウンダ初代大統領はムワタ・カゼンベを地区長に任命した。
1991年の飢饉ではルアプラ州の被害は最小だったが、農業補助金の廃止や、地方の貨幣経済の衰退は1990年代中続いた。

## 気候
| ルアプラ州の気候       | ルアプラ州の気候 | ルアプラ州の気候 | ルアプラ州の気候 | ルアプラ州の気候 | ルアプラ州の気候 | ルアプラ州の気候 | ルアプラ州の気候 | ルアプラ州の気候 | ルアプラ州の気候 | ルアプラ州の気候 | ルアプラ州の気候 | ルアプラ州の気候 | ルアプラ州の気候 |
| 月                     | 1月              | 2月              | 3月              | 4月              | 5月              | 6月              | 7月              | 8月              | 9月              | 10月             | 11月             | 12月             | 年               |
| ---------------------- | ---------------- | ---------------- | ---------------- | ---------------- | ---------------- | ---------------- | ---------------- | ---------------- | ---------------- | ---------------- | ---------------- | ---------------- | ---------------- |
| 最高気温記録 °C （°F） | 27.1 (80.8)      | 27.3 (81.1)      | 27.4 (81.3)      | 27.3 (81.1)      | 26.7 (80.1)      | 25.2 (77.4)      | 25.2 (77.4)      | 27.3 (81.1)      | 30.4 (86.7)      | 31.2 (88.2)      | 29.2 (84.6)      | 27.1 (80.8)      | 31.2 (88.2)      |
| 平均最高気温 °C （°F） | 20.8 (69.4)      | 20.9 (69.6)      | 20.9 (69.6)      | 20.6 (69.1)      | 18.8 (65.8)      | 16.5 (61.7)      | 16.6 (61.9)      | 18.6 (65.5)      | 21.8 (71.2)      | 23.2 (73.8)      | 22.2 (72)        | 20.8 (69.4)      | 23.2 (73.8)      |
| 平均最低気温 °C （°F） | 16.8 (62.2)      | 16.8 (62.2)      | 16.6 (61.9)      | 15.4 (59.7)      | 12.3 (54.1)      | 9.1 (48.4)       | 8.6 (47.5)       | 10.4 (50.7)      | 13.5 (56.3)      | 16.1 (61)        | 16.9 (62.4)      | 16.8 (62.2)      | 8.6 (47.5)       |
| 降水量 mm （inch）     | 22 (0.87)        | 18 (0.71)        | 17 (0.67)        | 7 (0.28)         | 1 (0.04)         | 0 (0)            | 0 (0)            | 0 (0)            | 0 (0)            | 4 (0.16)         | 15 (0.59)        | 22 (0.87)        | 106 (4.17)       |
| 出典：                 |                  |                  |                  |                  |                  |                  |                  |                  |                  |                  |                  |                  |                  |

## 2010年国勢調査
- 総人口…99万1927人
  - 性別…男性：48万8589人、女性：50万3338人
  - 男女比…1：1.03(全国平均は1.028)[7]
- 識字率…62.6%(全国平均は70.2%)[8]
- 都市化率…19.61%
- 2000～2010年の年間人口増加率…2.5%/年
- 平均結婚年齢…20.3歳[9]
- 平均世帯人数…4.9人
  - 男性家主で5.4人、女性家主で4.0人[10]
- 投票権保有率…65.4%[11]
- 失業率…7.7%
- 合計特殊出生率…7.3人(全国で最大)
- 完全出生率…6.5人
- 粗出生率…39人/1000人
- 未成年出産率…835人/1000人
- 総出生率…172人/1000人
- 総再生産率…2.7
- 純再生産率…1.8[12]
- 労働人口率…58.6%
  - 男性…66.2%、女性…51.7%
- 年間労働人口成長率…1.9%[13]
- アルビノ人口…2278人[14]
- 平均寿命…45歳(全国平均は51歳)[15]
- 貧困率…80.5%(2006年には73.9%)
- 極貧率…64.9%(2006年には53.5%)[8]
- 乳児死亡率…100人/1000人[16]

## 行政区画

ルアプラ州の行政区画

以下の11地区から成る。
- カワンブワ地区（英語版）
- サムヒャ地区（英語版）
- チエンギ地区（英語版）
- チェンベ地区（英語版）
- チピリ地区（英語版）
- マンサ地区（英語版）
- ミレンギ地区（英語版）
- ムウェンセ地区（英語版）
- ムワンサボンブウェ地区（英語版）
- ルンガ地区（英語版）
- ンチェレンゲ地区（英語版）[18]